# Діада
Діада — це тензор другого рангу в спеціальному записі. Двоелементний тензор складається з пари векторів.
Кожна частина двоелементного тензора це пара (dyad). Пара це з'єднання двох базисних векторів і скалярних коефіцієнтів.
Наприклад:
{\displaystyle \mathbf {A} =a\mathbf {i} +b\mathbf {j} }
і
{\displaystyle \mathbf {X} =x\mathbf {i} +y\mathbf {j} }
це пара двовимірних векторів. Тоді з'єднання A і X це:
{\displaystyle \mathbf {AX} =ax\mathbf {ii} +ay\mathbf {ij} +bx\mathbf {ji} +by\mathbf {jj} }.
Двоелементний тривимірний тензор це
i i + j j + k k.
Двоелементний тензор
j i − i j
це оператор обертання на 90° в двох вимірах. Він діє зліва від вектора і проводить обертання:
{\displaystyle (\mathbf {ji} -\mathbf {ij} )\cdot (x\mathbf {i} +y\mathbf {j} )=x\mathbf {ji} \cdot \mathbf {i} -x\mathbf {ij} \cdot \mathbf {i} +y\mathbf {ji} \cdot \mathbf {j} -y\mathbf {ij} \cdot \mathbf {j} =-y\mathbf {i} +x\mathbf {j} .}